# 提康德罗加堡
提康德罗加堡（英語：Fort Ticonderoga）是一座位于美国境内的大型的18世纪堡垒，坐落于美国纽约州北部靠近尚普兰湖南端的峡谷中。在1754年到1757年间由法国修建，当时法国正在世界范围内与英国进行七年战争。它在18世纪法国与英国之间的殖民地冲突中具有战略意义。并且在美国独立战争中再次发挥了重要作用。

## 歷史
提康德罗加堡在1754年到1757年间由法国修建。法国修建提康德罗加堡的起因之一就是当时在七年战争中正在于英国进行交战。此城堡在与英国的交战中具有相当的战略意义。